# بز رمیده

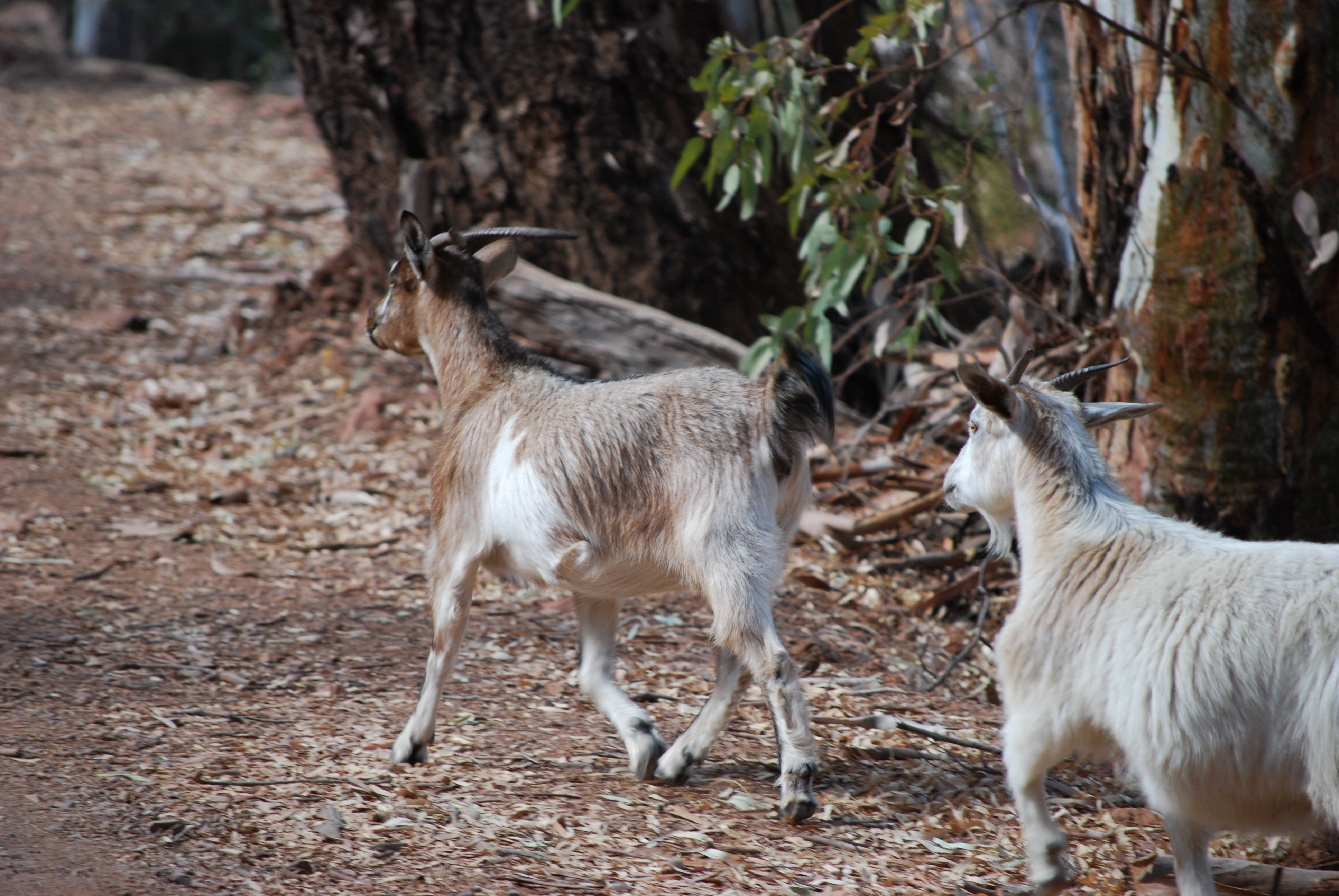
بزهای رمیده در استرالیای جنوبی

بز رمیده (به انگلیسی: Feral goat)، نوعی بز اهلی (Capra aegagrus hircus) است که در طبیعت استقرار یافته‌است. بزهای وحشی در بسیاری از نقاط جهان یافت می‌شوند.

## رفتار
بز رمیده در استرالیا، نیوزیلند، ایرلند، بریتانیای کبیر، هاوایی، برزیل، هندوراس، لبنان، پاناما، ماداگاسکار، جزایر قمر، موریس، رئونیون، گینه نو، گالاپاگوس، کوبا و در بسیاری از نقاط دیگر جهان دیده می‌شود. هنگامی که بزهای رمیده به جمعیت‌های زیادی در زیستگاه‌ها می‌رسند که با آنها سازگار نیستند، ممکن است به گونه‌ای مهاجم با اثرات منفی جدی، مانند حذف بوته‌های بومی، درختان و سایر پوشش‌های گیاهی تبدیل شوند. بزهای رمیده در فهرست ۱۰۰ گونه از بدترین گونه‌های مهاجم بیگانه جهان قرار دارند.

### شکارچیان
بزها با دارا بودن محدوده زیستگاهی گسترده، طیف وسیعی از شکارچیان را نیز دارند. گونه‌های سگ به‌ویژه شکارچیان تأثیرگذار بز هستند. اینها شامل کایوت‌ها، گرگ‌ها و روباه‌ها هستند. علاوه بر این گونه‌ها، جانوران دیگری مانند بابکت‌ها و پرندگان شکاری مانند عقاب برای شکار و خوردن بزهای رمیده مورد توجه قرار گرفته‌اند.